# Paul Waner
Paul Glee Waner (ur. 16 kwietnia 1903, zm. 29 sierpnia 1965) – amerykański baseballista, który występował na pozycji  prawozapolowego przez 20 sezonów w Major League Baseball.
Waner studiował na East Central State Teachers College w Ada w Oklahomie, gdzie w drużynie uniwersyteckiej grał na pozycji miotacza. W latach 1923–1925 występował w zespole NAPBL San Francisco Seals z Pacific Coast League. W październiku 1925 podpisał kontrakt z Pittsburgh Pirates. W MLB zadebiutował 13 kwietnia 1926 w meczu przeciwko St. Louis Cardinals jako pinch hitter.
W sezonie 1927 mając najlepszą w National League średnią uderzeń (0,380), zaliczając najwięcej uderzeń (237), RBI (131) i triple'ów (18), został wybrany najbardziej wartościowym zawodnikiem. W 1928 i 1932 zwyciężał w MLB klasyfikacji pod względem zaliczonych double'ów (odpowiednio 50 i 62), zaś rok później wystąpił w zorganizowanym po raz pierwszy w historii Meczu Gwiazd. W 1934 z najlepszą średnią uderzeń w lidze (0,362) i zaliczając najwięcej uderzeń (217), w głosowaniu do nagrody MVP National League, zajął 2. miejsce za Dizzy Deanem z St. Louis Cardinals. W sezonie 1936 zwyciężył w klasyfikacji pod względem średniej uderzeń (0,373) po raz trzeci w karierze. W styczniu 1941 jako wolny agent przeszedł do Brooklyn Dodgers, zaś rok później do Boston Braves. 19 czerwca 1942 w spotkaniu z Pittsburgh Pirates zaliczył 3000. uderzenie w karierze. Grał jeszcze ponownie w Brooklyn Dodgers oraz w New York Yankees, w którym zakończył karierę w 1945 roku.
W lipcu 1952 został wybrany do Galerii Sław Baseballu. Zmarł na rozedmę płuc 29 sierpnia 1965 w wieku 62 lat.
| Nagroda/wyróżnienie            | Lata                   | Źródło |
| MVP National League            | 1927                   | [ 6 ]  |
| 4× All-Star                    | 1933, 1934, 1935, 1937 | [ 4 ]  |
| Baseball Hall of Fame          | od 1952                | [ 10 ] |
| # 11 zastrzeżony przez Pirates | 2007                   | [ 11 ] |